# Hala widowiskowo-sportowa OSiR II w Zawierciu
Hala widowiskowo-sportowa OSiR II w Zawierciu – hala widowiskowo-sportowa w Zawierciu przy ulicy Blanowskiej 40, w bezpośrednim sąsiedztwie Szkoły Podstawowej nr 6, oddana do użytku 1 września 2001. Domowy obiekt siatkarzy Aluronu CMC Warty Zawiercie oraz piłkarzy ręcznych Viretu Zawiercie.
Pierwotnie mogła pomieścić około 1000 osób, mając 702 miejsca siedzące. Po awansie w 2017 r. do najwyższej klasy rozgrywkowej siatkarzy Warty Zawiercie musiała zostać dostosowana do wymogów PlusLigi. W tym celu zakupione zostały trybuny mobilne rozstawiane wokół parkietu. Obecnie hala może pomieścić 1500 osób.
W hali odbywają się imprezy sportowe i kulturalne. Corocznie organizowane są w niej m.in. międzynarodowy turniej tańca i mistrzostwa Polski oldbojów w halowej piłce nożnej.

## Dane techniczne
- Wymiary całkowite powierzchni do gry: 42,10 m x 24,00 m
- Wymiary boiska do piłki ręcznej: 40,00 m x 20,00 m
- Liczba szatni: 6
- Liczba wejść/wyjść: 4
- Odległość widowni od boiska: 2,50 m

## Oświetlenie
Hala posiada oświetlenie halogenowe o sile 1500 luksów. Punkty oświetleniowe zamieszczone są na wysokości 9,80 metra nad boiskiem.